# Konzulat Republike Slovenije v Minas Geraisu
Konzulat Republike Slovenije v Minas Geraisu je diplomatsko-konzularno predstavništvo (konzulat) Republike Slovenije s sedežem v Minas Geraisu (Brazilija); spada pod okrilje Veleposlaništva Republike Slovenije v Argentini.
Trenutni častni konzul je ga. Ana Šalej.